# La pelle del puma
La pelle del puma è un singolo del rapper italiano Ernia, pubblicato il 9 febbraio 2018 sotto l'etichetta Universal.

## Il singolo
Il brano, rilasciato interamente anche sul profilo Instagram di Ernia, è stato realizzato come omaggio al Milan, squadra del cuore del rapper, ed al nuovo accordo siglato da quest'ultima compagine con l'azienda Puma come sponsor tecnico del club.

## Tracce
1. La pelle del puma – 1:37 (testo: Matteo Professione – musica: Luca Pace)